# Pio Ferraris
Pio Giulio Alfredo Ferraris (Torino, 19 maggio 1899 – Torino, 5 febbraio 1957) è stato un calciatore italiano, di ruolo attaccante. Era il terzo di tre fratelli calciatori. Gli altri erano Mario Ferraris (I) e Alfredo Ferraris (II). Tutti, in tempi diversi, militarono nella Juventus..

## Carriera

### Club
Ferraris disputò 67 partite ufficiali nella Juventus, mettendo a segno 38 gol. In squadra già nel 1916, giocò nella Juventus anche nel periodo bellico, disputando però partite non ufficiali per il campionato (che era sospeso).
Il debutto in campionato con i torinesi è datato 19 ottobre 1919, nella partita sul campo della Pro Vercelli conclusasi sullo 0-0. 
Disputò quattro stagioni consecutive in bianconero fino al 1922-1923, prima di trasferirsi. 
Ritornò a Torino nella stagione 1926-1927, durante la quale disputò la sola partita del 10 ottobre 1926 (Juventus-Casale 4-0).
Tra la prima fase in bianconero e la stagione 1926-1927 intercorrono tre anni; secondo alcune fonti nel 1923-1924 vestì la maglia del Casale. 
Nei due anni successivi, prima di rientrare alla Juventus, militò in Terza Divisione veneta con il Bentegodi Verona. 
Terminò la carriera di calciatore giocando per due stagioni con il Savona.

### Nazionale
Con la Nazionale italiana prese parte alle Olimpiadi del 1920 di Anversa, scendendo in campo in due occasioni, tra cui il debutto contro la Francia del 29 agosto 1920. Con la Nazionale disputò altre due amichevoli nel 1921, segnando una rete contro il Belgio il 5 maggio 1921 ad Anversa.

## Vita privata
Terminata l'attività di calciatore, il ragioniere Pio Ferraris si dedicò all'attività di bancario, gestendo una banca di cui era titolare con il fratello Alfredo. 
I due appartenevano infatti ad una famiglia di banchieri.
Pio Ferraris morì a 57 anni in seguito ad una malore cardiaco.

## Statistiche

### Presenze e reti nei club
| Stagione          | Club              | Campionato        | Campionato | Campionato |
| Stagione          | Club              | Comp              | Pres       | Reti       |
| ----------------- | ----------------- | ----------------- | ---------- | ---------- |
| 1919-1920         | Juventus          | PC                | 19         | 15         |
| 1920-1921         | Juventus          | PC                | 9          | 7          |
| 1921-1922         | Juventus          | PD                | 22         | 10         |
| 1922-1923         | Juventus          | PD                | 16         | 6          |
| 1923-1924         | Casale            | PD                | 9          | 2          |
| 1924-1925         | Bentegodi Verona  | TD                | ?          | ?          |
| 1925-1926         | Bentegodi Verona  | TD                | ?          | ?          |
| 1926-1927         | Juventus          | PD                | 1          | 0          |
| 1927-1928         | Savona            | PD                | 4          | 1          |
| 1928-1929         | Savona            | PD                | 6          | 0          |
| Totale campionato | Totale campionato | Totale campionato | ?          | ?          |

### Cronologia presenze e reti in Nazionale
| Cronologia completa delle presenze e delle reti in nazionale ― Italia | Cronologia completa delle presenze e delle reti in nazionale ― Italia | Cronologia completa delle presenze e delle reti in nazionale ― Italia | Cronologia completa delle presenze e delle reti in nazionale ― Italia | Cronologia completa delle presenze e delle reti in nazionale ― Italia | Cronologia completa delle presenze e delle reti in nazionale ― Italia | Cronologia completa delle presenze e delle reti in nazionale ― Italia | Cronologia completa delle presenze e delle reti in nazionale ― Italia |
| Data                                                                  | Città                                                                 | In casa                                                               | Risultato                                                             | Ospiti                                                                | Competizione                                                          | Reti                                                                  | Note                                                                  |
| --------------------------------------------------------------------- | --------------------------------------------------------------------- | --------------------------------------------------------------------- | --------------------------------------------------------------------- | --------------------------------------------------------------------- | --------------------------------------------------------------------- | --------------------------------------------------------------------- | --------------------------------------------------------------------- |
| 29/08/1920                                                            | Anversa                                                               | Francia                                                               | 3 – 1                                                                 | Italia                                                                | Olimpiadi 1920                                                        | 0                                                                     |                                                                       |
| 31/08/1920                                                            | Anversa                                                               | Norvegia                                                              | 1 – 2                                                                 | Italia                                                                | Olimpiadi 1920                                                        | 0                                                                     |                                                                       |
| 05/05/1921                                                            | Anversa                                                               | Belgio                                                                | 2 – 3                                                                 | Italia                                                                | Amichevole                                                            | 1                                                                     |                                                                       |
| 08/05/1921                                                            | Amsterdam                                                             | Paesi Bassi                                                           | 2 – 2                                                                 | Italia                                                                | Amichevole                                                            | 0                                                                     |                                                                       |
| Totale                                                                |                                                                       | Presenze                                                              | 4                                                                     |                                                                       | Reti                                                                  | 1                                                                     |                                                                       |